# 布恩鎮區 (明尼蘇達州伍茲湖縣)
布恩鎮區（英語：Boone Township）是位於美國明尼蘇達州伍茲湖縣的一個行政鎮區。

## 地方資料
布恩鎮區的面積為92.53平方千米，當中陸地面積為92.47平方千米，而水域面積為0.06平方千米。根據2020年美國人口普查的數據，當地共有人口45人，而人口密度為每平方千米0.49人。